# 佐賀新聞
佐賀新聞（さがしんぶん）は、佐賀県佐賀市に本社を置く佐賀新聞社が発行する、佐賀県の朝刊専売の地方新聞である。

## 概要
佐賀県全域を購読エリアとしている。発行部数は120,423部（2023年時点）。月極め購読料は3,750円、1部売り価格は180円。題字は副島種臣の書。1884年（明治17年）創刊当初の題字を、創刊100周年を迎えた1984年（昭和59年）から再使用。「聞」の部分を現代風に手直しした。なお、1950年代後半頃から副島が書いたものを再び使用するまでの期間は、横長の楷書体を使用していた。2008年（平成20年）8月から一部紙面を12段化するとともに題字を横書きに変更。
日本の日刊新聞で初めて、鉛の活字を使わない電算写植による新聞製作システムに完全移行。サガテレビ、エフエム佐賀など地元放送局に出資。4コマ漫画として「あんずちゃん」を掲載中。

## 沿革
- 1884年（明治17年）8月1日 - 号外「佐賀新聞」を発行（1日） 佐賀新聞第1号発行 4ページ、定価1枚1銭8厘、一月1円（24日）
- 1938年（昭和13年） - 中尾都昭により「佐賀毎夕新聞」が「佐賀新聞」の経営権を買収し引き継いだ。以後は中尾家の同族経営となっている。
- 1968年（昭和43年）3月 - 日本の日刊新聞で初めて電算写植制作システム（CTS）を導入
- 1969年（昭和44年）9月 - 全国初の全面CTS化で日本新聞協会賞を受賞
- 1979年（昭和54年）9月 - 連載企画「ガン征圧への道」が日本対ガン協会賞を受賞
- 1984年（昭和59年）8月1日 - 創刊100周年
- 1988年（昭和63年）8月 - 普及率50%達成
- 1993年（平成5年）11月 - 佐賀市天神の新社屋に移転
- 1996年（平成8年）4月 - ISP事業開始
- 1999年（平成11年）12月 - 4万号を発行
- 2000年（平成12年）8月1日 - アメリカ合衆国出身の記者・コラムニスト、エドワード・クランドールが入社。地方新聞社が外国人の記者を雇うのは全国初[2]。
- 2001年（平成13年）8月 - 新CTS運用開始
- 2001年（平成13年）12月 - タワー型輪転機を導入。40ページ（16ページカラー）印刷体制が整う
- 2004年（平成16年） - 創刊120周年、新聞まつりなどのイベントを開催、新聞協会全国広告責任者会議を招致
- 2004年（平成16年）8月1日 - マスコットキャラクター「ぺーぱくん」誕生
- 2008年（平成20年）8月1日 - 紙面を一新し、ホームページもリニューアル。映像ニュース「佐賀新聞テレビ夕刊」の放映を開始
- 2009年（平成21年）12月 - 西日本新聞社（福岡市）の輪転機1セットを2010年（平成22年）4月から2011年（平成23年）3月までの1年間貸借（西日本新聞社に委託印刷）することで西日本新聞社と基本合意。創刊125周年記念事業として日本仏像彫刻の名作を集めた「運慶流展」や、佐賀の陶芸家の作品を一堂に紹介した「佐賀の陶芸家6人展」、新聞まつりなどのイベントを展開
- 2010年（平成22年）- 携帯サイト「佐賀新聞ニュース＆スポーツ」をリニューアル
- 2011年（平成23年）3月 - 最新型の高速輪転機を導入
- 2011年（平成23年）4月 - 新たな輪転機導入に伴い紙面をリニューアル。紙面をニュース面とライフ面の二部編成に変更
- 2012年（平成24年）4月 - 紙面を一部編成に再変更。印刷部門を別会社化し「佐賀新聞メディア印刷」を設立
- 2015年（平成27年）4月 - 事業部門とフィット編集部門を別会社化し「佐賀新聞プランニング」を設立
- 2017年（平成29年）- CTSシステムを更新し、他メディア展開を本格化
- 2025年（令和7年）2月13日 - 同日付の社告で3月1日より月極め購読料を400円値上げし3,750円に、1部売り価格を150円から180円に値上げすると発表した[3][4]。
- 2025年（令和7年）6月4日 - 読売新聞と日本テレビ、時事通信との4社共同でインターネット上にて流れている選挙情報のファクトチェックを共同で実施[5]。

## 本社・支社
本社
- 〒840-8585
佐賀市天神3丁目2番23号

支社
- 東京、大阪、福岡、唐津、武雄、鳥栖

支局
- 多久・小城、鹿島、伊万里、有田

## 押し紙問題・裁判
2020年（令和2年）12月15日、佐賀新聞の元販売店主が過剰な新聞の仕入れを強制される「押し紙」被害を訴えていた訴訟の控訴審は福岡高裁で和解が成立した。この販売店では本来2500部弱あれば済むところ、最大で500部を超える新聞を余分に仕入れていたとして、2009年から2015年の押し紙代など約1億1500万円を求めていた。5月15日の一審・佐賀地裁判決は、佐賀新聞が2009年から2016年にかけて、各販売店に確認することなく、合計1万部を超える供給をやめたのに、トラブルが起きなかったことなどから、私的独占の禁止及び公正取引の確保に関する法律（独占禁止法）違反（押し紙）を認定。消滅時効の関係から3年分の損害などとして約1070万円を認定し、佐賀新聞に支払いを命じた。

## 取り組み

### 佐賀新聞・テレビ夕刊
佐賀新聞は朝刊単独であるため、新聞に代わる夕刊という位置づけでその日に起きた県内の出来事や話題を伝える番組として、平日夕方に佐賀県のケーブルテレビ各局で『テレビ夕刊』を放送している。番組は佐賀新聞デジタル編集部記者・樋渡光憲が司会を務めている。週末にはそれをまとめた『テレビ夕刊ウィークリー』も放送している。また、YouTubeでもデイリー版を配信しており、県外でも視聴できる。

### テレビメディアでの展開
- サガテレビに資本参加しており、1978年（昭和53年）-1997年（平成9年）の間『佐賀新聞ニュース』→『デイリーフラッシュ』を協賛。『佐賀新聞ニュース』の時代は、直後の『stsニュースレポート』の実質的な予告編、『デイリーフラッシュ』の時代は『stsニュースレポート』→『stsスーパータイム』の実質的なおさらい編として放送されていた。

### ITでの先駆的な取り組み
- 1996年（平成8年）に新聞社としては全国初のインターネットサービスプロバイダ (ISP) 事業を開始。2000年（平成12年）からは長崎新聞を発行する長崎新聞社と共同で「佐賀新聞・長崎新聞インターネット（SNI）」の名称で事業を展開していた。2007年（平成19年）4月に子会社のネットコムBBに業務を移管しているが、2013年現在もサービスを継続中である。
- 佐賀新聞の本社ビル内には情報通信研究機構（NICT）が運用する研究用次世代ネットワークJGN2 (Japan Gigabit Network 2)のNOCも設置されており、一地方紙には充実したネットワーク環境を保有している。
- 1997年（平成9年）から、佐賀新聞社のウェブページで1994年（平成6年）以降の記事データベースを無料公開している。2004年（平成16年）4月以降、検索には本紙紙面に掲載されるIDが必要になった。記事データベースの無料公開は佐賀新聞・沖縄タイムスとの2紙のみであったが、2006年（平成18年）に沖縄タイムスが有料化したため、無料公開は佐賀新聞のみとなった。
- 2006年（平成18年）10月に地域SNS「ひびの」を開設した（正式開設は同年11月）。一般紙が運営するSNSは全国初である。「ひびの」の名称は2008年（平成20年）8月現在、ニュース、生活情報、SNSを総合した情報コミュニティサイトとして佐賀新聞サイト全体を指す。
- 2008年（平成20年）10月にはドワンゴと提携し、ニコニコ動画内に報道機関では初となる公式動画コーナー「ひびじょん」を開設した。「ひびじょん」オープンの10月8日は佐賀新聞サイトで「ニコニコ記念日」と定められ、毎年同日はトップページのロゴが特別仕様となる。なお、初年の2008年（平成20年）は翌10月9日もトップページロゴが通常と異なり、「きのうはニコニコ記念日でした」という文言が入ったバージョンが使用された。
- 2009年（平成21年）5月には動画共有サイトYouTubeと提携し、独自に制作したニュース番組「佐賀新聞 テレビ夕刊・デイリー版」を視聴できる公式チャンネルを開設した。地方紙としては初めての試み。開始直後は後述の「テレビ夕刊」の内容を動画用のサイズに改めて配信していたが、現在はスタッフが動画用に作りおろしたオリジナルの動画も配信しており、主にゆるキャラを特集した記事や広告主の企業とのタイアップ動画なども見られる。また、youtube版は難聴者・外国人向けに字幕が設定してあり、タイトルも邦題と洋題の2種類がある。洋題は邦題を直訳したものではないことも多く、邦題よりも本質をついた題がつけられている場合もある。
- 同年6月にはTwitterおよびTimelogでニュース配信を始めた。Timelogとは、2007年（平成19年）の青春・佐賀総体期間中に協力してキャンペーンサイト「そーたいっ!ひびログ」を開いている。

## 紙面構成
2011年（平成23年）3月の新輪転機の設置に伴い、4月1日朝刊より二部紙としてリニューアル。これは当時上毛新聞・山梨日日新聞・福井新聞でも行われている方式であった。また新誌面を作るにあたって、科学者・茂木健一郎の監修を仰いだ。しかし2012年（平成24年）4月、わずか1年で紙面を一部編成に戻した。通例の「第三面」の内容（4コマ漫画含む）が「終面から4面目」にある異例の構成となった。
- 「NEWS版」 - 前日のニュース・スポーツ・地域・経済などのニュースをまとめた紙面
- 「LIFE版」 - 番組表、文化、生活特集などの記事を掲載

### テレビ・ラジオ欄
最終面（メインテレビ欄）
- フルサイズ - NHK総合（デジタル1）、NHK Eテレ（デジタル2）、サガテレビ（デジタル3）、TNC（デジタル8）、RKB（デジタル4）、KBC（デジタル1）、FBS（デジタル5）、テレQ（デジタル7）
- ハーフサイズ - NHK BS、BSP4K

中面（第2テレビ欄）
- ハーフサイズ - RKK（デジタル3）、NBC（デジタル3）
- 1/4サイズ - TKU（デジタル8）、KKT（デジタル4）、KAB（デジタル5）、KTN（デジタル8）、NCC（デジタル5）、NIB（デジタル4）
- BSデジタル - BS日テレ、BS朝日、BS-TBS、BSテレ東、BSフジ、WOWOW（プライム、ライブ、シネマ）、スター・チャンネル1、BS11、TwellV
- AMラジオ - NHK第1、NHK第2、NBC佐賀、KBC、RKB
- FMラジオ - NHK-FM、FM佐賀、FM福岡、FM熊本

その他、佐賀県内のCATVの番組欄が掲載されている。

## 出身者
- 江副靖臣 - 初代社長。のち衆議院議員。
- 石丸勝一 - 初代副社長。のち佐賀市長。
- 筒井ガンコ堂 - エッセイスト。出版社退社後、佐賀新聞で文化部長など歴任。
- 川副春海 - 僧侶。ラジオパーソナリティ。元記者。
- 谷口太一郎 - 初代嬉野市長
- 大草秀幸 - 相知町長
- 村上大祐 - 嬉野市長